# Nomiinae
Nomiinae is een onderfamilie van de familie Halictidae. Er zijn ongeveer 11 geslachten en ten minste 550 beschreven soorten in deze onderfamilie.

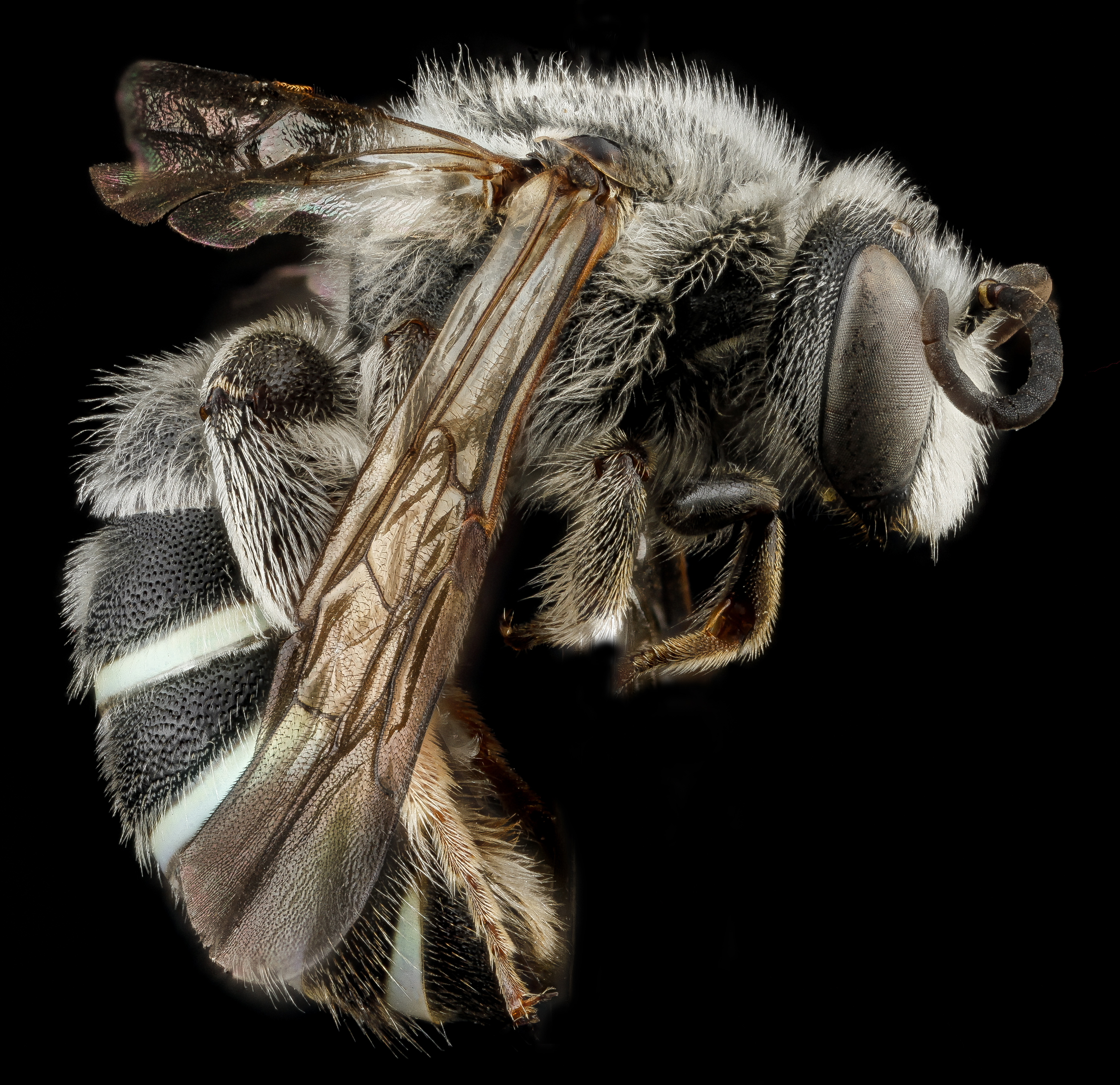
Nomia universitatis

## Geslachten
Deze 11 geslachten behoren tot de onderfamilie Nomiinae:
- Dieunomia Cockerell, 1899 icgb
- Halictonomia Pauly, 1980 icg
- Lipotriches Gerstäcker, 1858 icg
- Mellitidia Guérin-Méneville, 1838 icg
- Nomia Latreille, 1804 icgb
- Pseudapis WF Kirby, 1900 icg
- Ptilonomia Michener, 1965 icg
- Reepenia Friese, 1909 icg
- Spatunomia Pauly, 1980 icg
- Sphegocephala Saussure, 1890 icg
- Steganomus Ritsema, 1873 icg

Gegevensbronnen: i = ITIS,  c = Catalogue of Life, g = GBIF, b = Bugguide.net

## Verder lezen
Ascher, J.S.; Pickering, J. (2019). "Discover Life bee species guide and world checklist (Hymenoptera: Apoidea: Anthophila)". Geraadpleegd op 2 juli 2019